# Ópera de Buxton

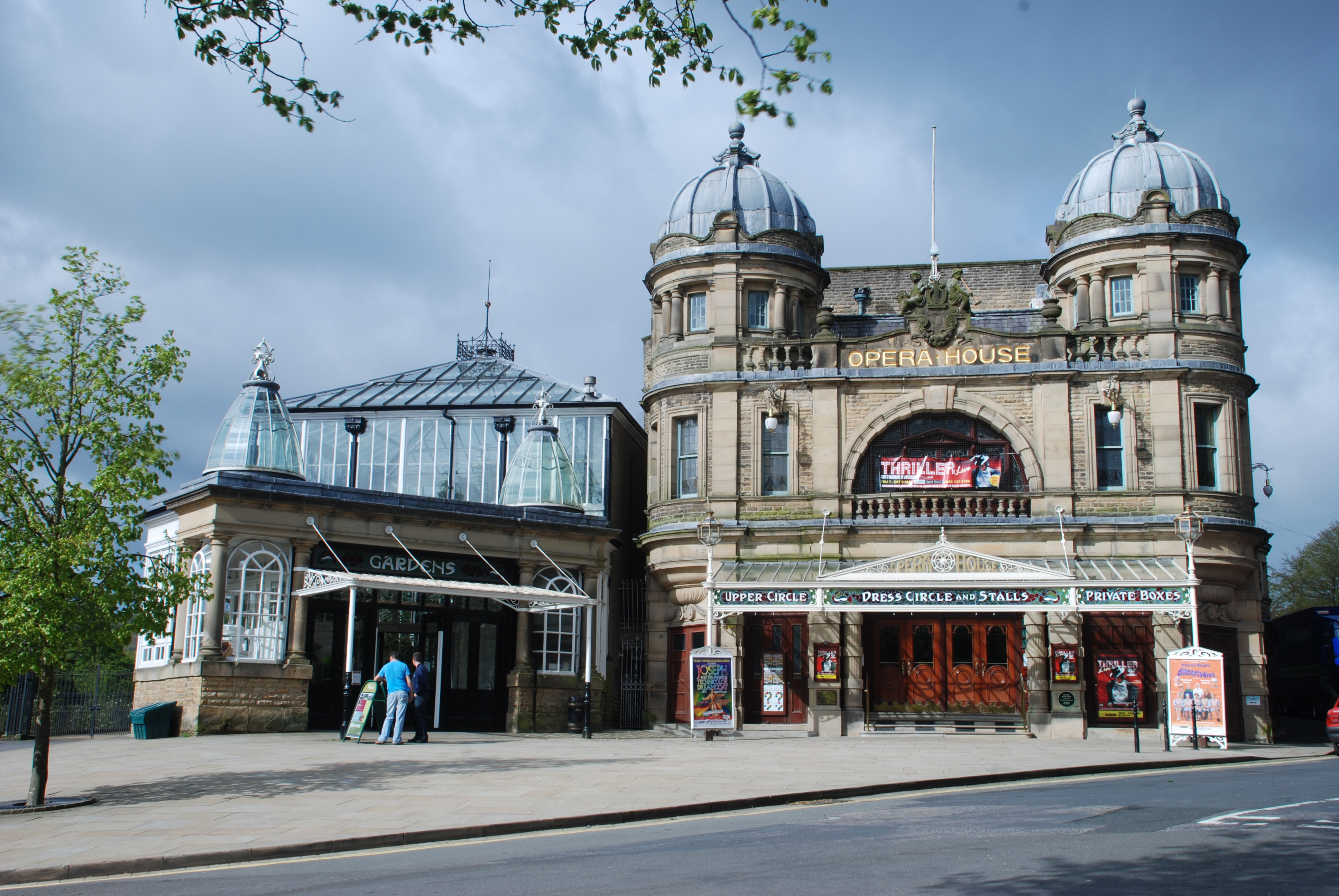
Ópera de Buxton

La Ópera de Buxton se encuentra en The Square, Buxton, Derbyshire, Inglaterra. Es un teatro de ópera con 902 localidades que acoge el Festival anual de Buxton y el Festival Internacional Gilbert y Sullivan, entre otros, así como pantomimas en Navidad, musicales y otros entretenimientos durante todo el año. El teatro, que acogió espectáculos en directo hasta 1927, se utilizó después principalmente como sala de cine hasta 1976. En 1979 fue reformado y reabierto como lugar de espectáculos en vivo.

## Historia: primeros 75 años

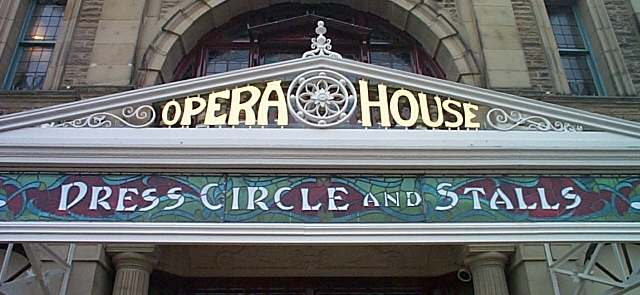
Detalle en la entrada

La Ópera de Buxton fue construida en 1903 y diseñada por Frank Matcham, que diseñó el London Palladium, el London Coliseum y muchos otros teatros por todo el Reino Unido. La primera producción del teatro fue El beso de la señora Willoughby. La Ópera funcionó como un teatro de éxito, recibiendo a compañías en gira hasta 1927, cuando se convirtió en cine. Se proyectaron películas mudas hasta 1932, cuando el teatro se cableó para sonido y pudo presentar «talkies». La Ópera también se convirtió en la sede de un festival anual de teatro de verano entre 1936 y 1942, dos de ellos en colaboración con Lilian Baylis y su compañía londinense Old Vic. Entre las personas que actuaron en la Ópera figuran el actor Alec Guinness, los cómicos Ken Dodd, Peter Kay, Harry Hill, Sarah Millican y John Bishop, los artistas musicales Howard Jones, Aled Jones, Leo Sayer y Razorlight, y la bailarina Anna Pavlova.
Tras la Segunda Guerra Mundial, el teatro siguió funcionando principalmente como cine. El edificio fue designado edificio protegido de Grado II* en 1970. El Teatro de la Ópera se fue deteriorando poco a poco. En 1976 se cerró y circularon rumores de que nunca volvería a abrir.[cita requerida]

## Rehabilitaciones y últimas décadas

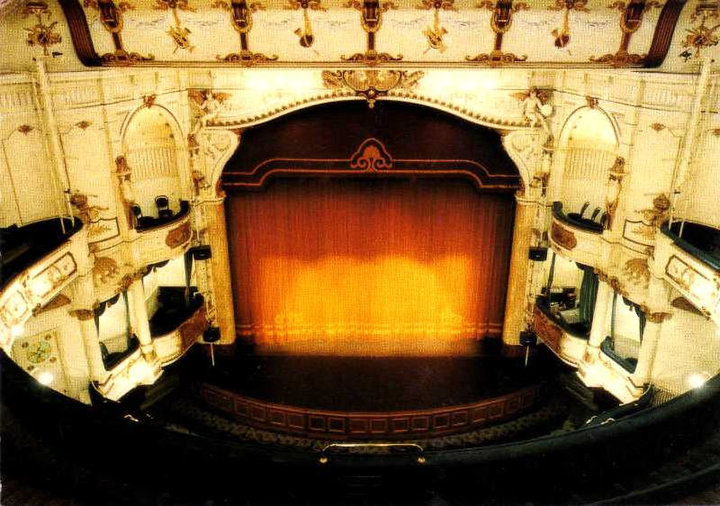
Escenario, palcos y foso de orquesta

En 1979, se restauró el edificio y se añadió un foso de orquesta al diseño original de Matcham. Desde entonces, el Teatro de la Ópera ha sido un lugar a tiempo completo para producciones escénicas, presentando aproximadamente 450 espectáculos al año, incluyendo ópera, danza, teatro musical, pantomima, comedia, drama, espectáculos infantiles y conciertos. El teatro cuenta con un pequeño equipo técnico a tiempo completo para todo el trabajo entre bastidores, el montaje de todos los espectáculos y los artistas que aparecen. También se emplea a voluntarios de la comunidad local para las tareas de cara al público, incluido el trabajo en el bar y como acomodadores.
En la década de 1990, era necesario realizar más obras para reparar y modernizar el teatro, y de 1999 a 2001 se llevó a cabo un amplio programa de restauración interna y externa. En febrero de 2007, se completó otra reforma en la Ópera que supuso la instalación de aire acondicionado en la galería y la zona de bastidores, nuevos asientos en la galería y el círculo superior, un nuevo ascensor de acceso para sustituir la rampa y nuevas luces de trabajo entre bastidores, además de recablear y pintar la zona de bastidores y los camerinos. El aforo actual es de 902 localidades.
En 2011, la revista FT publicó un artículo sobre el diseño de los teatros de ópera. El escritor elogiaba los teatros de ópera europeos «diseñados por el estudio de arquitectura vienés de Fellner y Helmer (la Ópera de Zúrich es [un] ejemplo)... [que] representan un matrimonio casi ideal de tamaño, acústica y belleza decorativa. Sus equivalentes británicos son los diseñados por Frank Matcham - el mejor de todos la Ópera de Buxton». En 2014, el antiguo jefe de finanzas de la ópera fue encarcelado durante dos años por robar casi 250.000 libras de las cuentas de la ópera en 2012 y 2013.

## Complejo del teatro

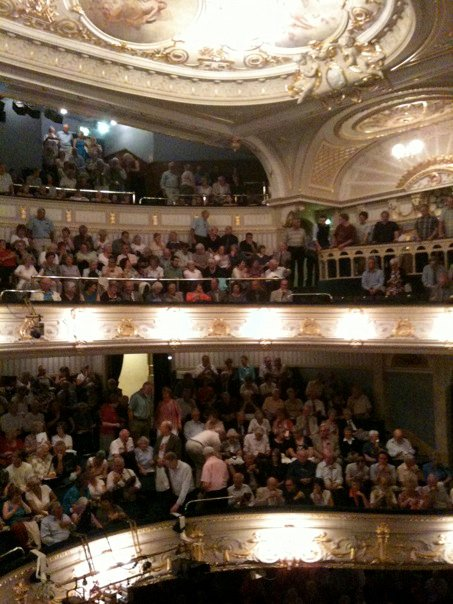
Niveles superiores en el teatro

El complejo teatral también incluye el pabellón victoriano adyacente, el Pavilion Arts Centre, con 369 localidades (reconstruido en 2010; anteriormente era el Paxton Theatre y antes se le conocía como Playhouse Theatre y The Hippodrome). En él, las Sociedades Literarias y Dramáticas del centro de educación superior Buxton College y de la Cavendish Grammar School organizan espectáculos anuales de Shakespeare, como Hamlet (1966), Coriolano (1968) y Macbeth (1970), o de obras modernas, como La vida de Galileo de Bertolt Brecht (1967) y El médico y los demonios de Dylan Thomas (1969). También incluye el auditorio Octagon Hall (construido en 1875), así como un restaurante de dos plantas con bar y tienda de regalos. El espacio escénico del centro de artes puede convertirse en un teatro-estudio independiente de 93 plazas.

## Festivales
Desde julio de 1979, la Ópera y el complejo teatral albergan el Festival de Buxton, que se celebra durante unas dos semanas a mediados de julio y se ha convertido en uno de los mayores festivales británicos basados en la ópera. Suele incluir una ópera de Haendel (con directores como Harry Christophers) y otras óperas poco vistas, así como clásicos más populares. Paralelamente se celebra el Festival Fringe de Buxton. Es popular como calentamiento para el Fringe de Edimburgo, y actualmente afirma ser el mayor «verdadero» festival fringe del Reino Unido. Desde 1994, la Ópera acoge también el Festival Internacional Gilbert y Sullivan, de tres semanas de duración, que atrae a público de todo el Reino Unido y del extranjero.
La Ópera presenta más de 400 espectáculos cada año. De 2004 a 2013, la Ópera acogió el festival anual de música Four Four Time, que ofreció una amplia variedad de espectáculos musicales durante diez días cada mes de febrero. Entre los artistas que actuaron en el festival de 2008 se encontraban Marc Almond, Richard Hawley, los Stranglers y Boy George.